# Hemopexina
A hemopexina é uma proteína que liga o grupo heme com elevada afinidade. A sua função é captar o heme liberado ou perdido pela reciclagem das hemoglobinas e proteger o corpo dos danos que a oxidação do heme poderiam provocar. Adicionalmente, a hemopexina libera o seu ligante para internalização após interação com receptores específicos na superfície das células hepáticas. A função da hemopexina é preservar o ferro do organismo.